# Sisyphus alveatus
Sisyphus alveatus är en skalbaggsart som beskrevs av Antoine Boucomont 1935. Sisyphus alveatus ingår i släktet Sisyphus och familjen bladhorningar. Inga underarter finns listade i Catalogue of Life.